# Anthony Weaver
(en) Statistiques sur pro-football-reference
Anthony Lee Weaver, né le 28 juillet 1980 à Killeen, est un joueur et entraîneur américain de football américain. Il est actuellement l'entraîneur de la ligne défensive des Browns de Cleveland.

## Carrière

### Université
Après être sorti diplômé de la Saratoga Springs High School, Weaver entre à l'université Notre Dame. Il joue pendant quatre années comme defensive end titulaire et obtient les honneurs d'être nommé All-American. Il devient capitaine de l'équipe des Fighting Irish en 2001, pour sa dernière année universitaire. 
En tout, Weaver affiche des statistiques de 154 tacles, 17 sacks et quarante-deux tacles pour des pertes de yards. 

### Professionnel
Anthony Weaver est sélectionné au deuxième tour de la draft de la NFL de 2002 par les Ravens de Baltimore, au cinquante-deuxième choix. Pour ses trois premières saisons en professionnel, il ne rate qu'un seul match, étant un titulaire indiscutable de la ligne défensive des Ravens. Lors de la saison 2005, il ne joue que dix matchs dont huit comme titulaire.
En mars 2006, libre de tout contrat, il signe avec les Texans de Houston et y passe trois saisons, étant titulaire durant la quasi-totalité de son passage. Après la saison 2008, il ne joue plus au niveau professionnel.

### Entraîneur
En 2010, Urban Meyer le nomme dans son staff technique, chez les Gators de la Floride, dans un rôle d'assistant défensif. En novembre 2010, Dan McCarney, entraîneur de la ligne défensive des Gators est nommé entraîneur des Mean Green de North Texas. Il appelle Weaver pour être entraîneur des linebackers pour le Outback Bowl 2011 qui voit la victoire de North Texas. 
Il revient en NFL, en 2012, avec les Jets de New York, comme entraîneur assistant de la ligne défensive. 